# Oskar Loorits

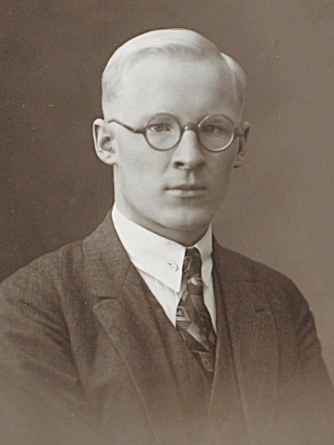
Oskar Loorits. Aufnahme aus den 1920er Jahren

Oskar Loorits (* 27. Oktoberjul. / 9. November 1900greg. in Kõpu, Kreis Viljandi; † 12. Dezember 1961 in Uppsala) war ein estnischer Folklorist und Religionswissenschaftler.

## Werdegang
Loorits studierte zunächst Volkskunde bei Walter Anderson an der Universität Tartu (deutsch: Dorpat) und promovierte dort 1926. Zwischen 1927 und 1941 war er Dozent für estnische und vergleichende Volkskunde (in den letzten drei Jahren als Inhaber des Lehrstuhls Andersons). Von 1927 bis 1942 war er daneben Direktor des Eesti Rahvaluule Arhiiv (Archiv der estnischen Folklore). 1938 wurde er Mitglied der Akademie der Wissenschaften Estlands. 1944 floh er nach Schweden und arbeitete dort bis 1947 als Archivassistent. Anschließend war er bis kurz vor seinem Tode als wissenschaftlicher Angestellter am Dialekt- och folkminnesarkivet (Dialekt- und Volksliedarchiv) der Universität Uppsala tätig.

## Publikationen (Auswahl)
- Livische Märchen- und Sagen-Varianten, Helsingfors 1926 (Folklore Fellows’ Communications Vol. 21, 1 = No 66).
- Der norddeutsche Klabautermann im Ostbaltikum, Dorpat 1931.
- Estnische Volksdichtung und Mythologie, Tartu u. a. 1932.
- Das mißhandelte und sich rächende Feuer, Dorpat 1935 (Commentationes Archivi traditionum popularium Estoniae; 1).
- Volkslieder der Liven, Tartu 1936 (Verhandlungen der Gelehrten estnischen Gesellschaft XXVIII).
- Some notes on the Repertoire of the Estonian Folk-Tale, in: Eesti Rahvaluule Archiivi Toimetused 6, Tartu 1937.
- Der heilige Georg in der russischen Volksüberlieferung Estlands. Aus dem Russischen von Heinrich Laakmann, Osteuropa-Institut, Berlin 1955.